# Milla Lahdenperä
Milla Lahdenperä, född 1974 i Viiala, är en finländsk politiker (Samlingspartiet). Hon är ledamot av Finlands riksdag sedan 2023. Lahdenperä är filosofie doktor och hon är bosatt i Tövsala.
Lahdenperä blev invald i riksdagen i riksdagsvalet 2023 med 4 527 röster från Egentliga Finlands valkrets.